# NGC 299

NGC 299

NGC 299 هي مجرة تتبع كوكبة الطوقان. اكتشفها جون هيرشل في 12 أغسطس 1834.

## روابط خارجية
- NGC 299 على موقع ويكي سكاي: DSS2, SDSS, GALEX, IRAS, Hydrogen α, X-Ray, Astrophoto, Sky Map, Articles and images